# Галактики Антенны
Галактики Антенны (англ. Antennae Galaxies, NGC 4038/NGC 4039) — пара взаимодействующих галактик в созвездии Ворона. Данные галактики находятся на стадии активного звездообразования, при котором столкновение облаков газа и пыли в присутствии магнитного поля приводит к увеличению темпа образования звёзд. Данные галактики были открыты Уильямом Гершелем в 1785 году.

## Общая информация

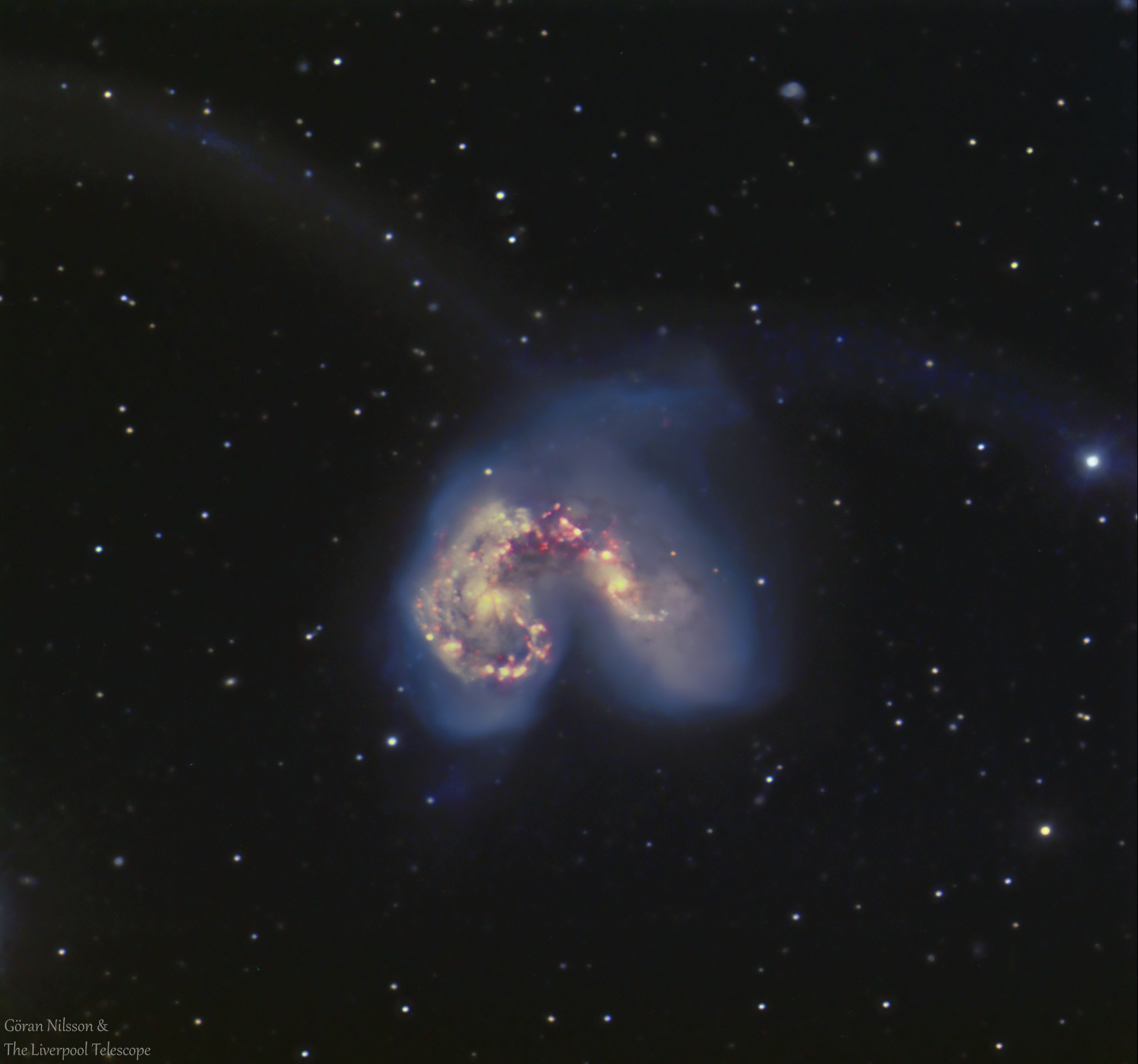
Изображение галактик NGC 4038 и NGC 4039, полученное в оптическом диапазоне на Ливерпульском телескопе

Галактики Антенны находятся на стадии столкновения. Данные галактики находятся в группе галактик NGC 4038 вместе с пятью другими галактиками. Название Антенны данные галактики получили потому, что два длинных хвоста из звёзд, газа и пыли, выброшенных из галактик в результате столкновения, напоминают антенны насекомых. Ядра двух галактик соединяются и в будущем образуют гигантскую галактику. Большинство галактик, вероятно, за время жизни испытывают по крайней мере одно значительное столкновение. Вероятно, Млечный Путь ожидает такое же будущее после столкновения с Галактикой Андромеды.
В NGC 4038 было обнаружено пять сверхновых: SN 1921A, SN 1974E, SN 2004GT, SN 2007sr и SN 2013dk.
Недавнее исследование показало, что данные галактики менее удалены от Млечного Пути чем считалось ранее: расстояние до них составляет 45 миллионов световых лет, а не 65 миллионов световых лет.
Галактики находятся в 0,25° к северу от 31 Чаши и в 3,25° к юго-западу от Гаммы Ворона.
Галактики Антенны также содержат относительно молодую популяцию массивных шаровых скоплений, сформировавшихся в результате столкновения между двумя галактиками. Молодой возраст данных скоплений сильно отличается от среднего возраста большинства известных шаровых скоплений, равного 12 млрд лет; формирование шаровых скоплений связывают с ударными волнами, создаваемыми при столкновениях галактик и сжимающими крупные массивные молекулярные облака. Наиболее плотные области коллапсирующих и сжимающихся облаков считаются областями рождения скоплений.

## Изменение со временем
Около 1,2 млрд лет назад галактики Антенны были двумя отдельными галактиками. NGC 4038 являлась спиральной галактикой с перемычкой, а NGC 4039 являлась спиральной галактикой. До начала столкновения галактик NGC 4039 была крупнее чем NGC 4038. 900 миллионов лет назад галактики Антенны начали сближаться друг с другом, и напоминать современный вид системы NGC 2207 и IC 2163. 600 миллионов лет назад галактики Антенны прошли друг сквозь друга и выглядели как галактики Мышки. 300 миллионов лет назад звёзды галактик Антенны начали уходить из обеих галактик. Сейчас два потока выброшенных звёзд тянутся далеко за пределы первоначальных галактик, напоминая по форме антенны.
В ближайшие 400 миллионов лет ядра галактик Антенны сольются и станут единым ядром, состоящим из звёзд, газа и пыли. Наблюдения и моделирование сталкивающихся галактик показывают, что галактики Антенны в конечном итоге сформируют эллиптическую галактику.

## Рентгеновский источник
При анализе изображений, полученных обсерваторией Чандра, были обнаружены области, содержащие большое количество неона, магния и кремния. Данные элементы необходимы для создания планет, способных поддерживать формы жизни. В некоторых обнаруженных облаках содержание магния в 16 раз, а кремния в 24 раза превышало содержание в Солнце.

## Галерея

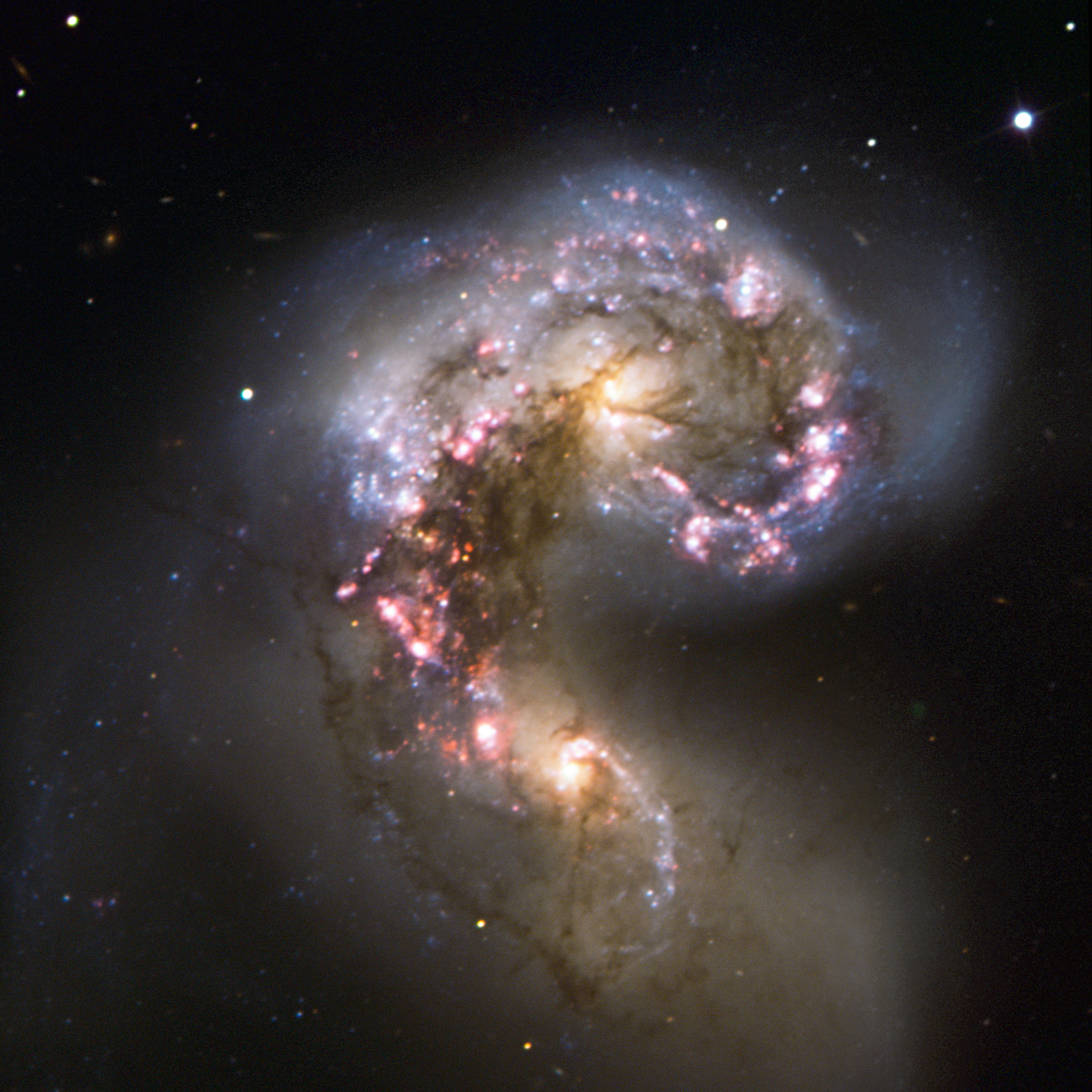
Изображение, полученное ESO VLT.
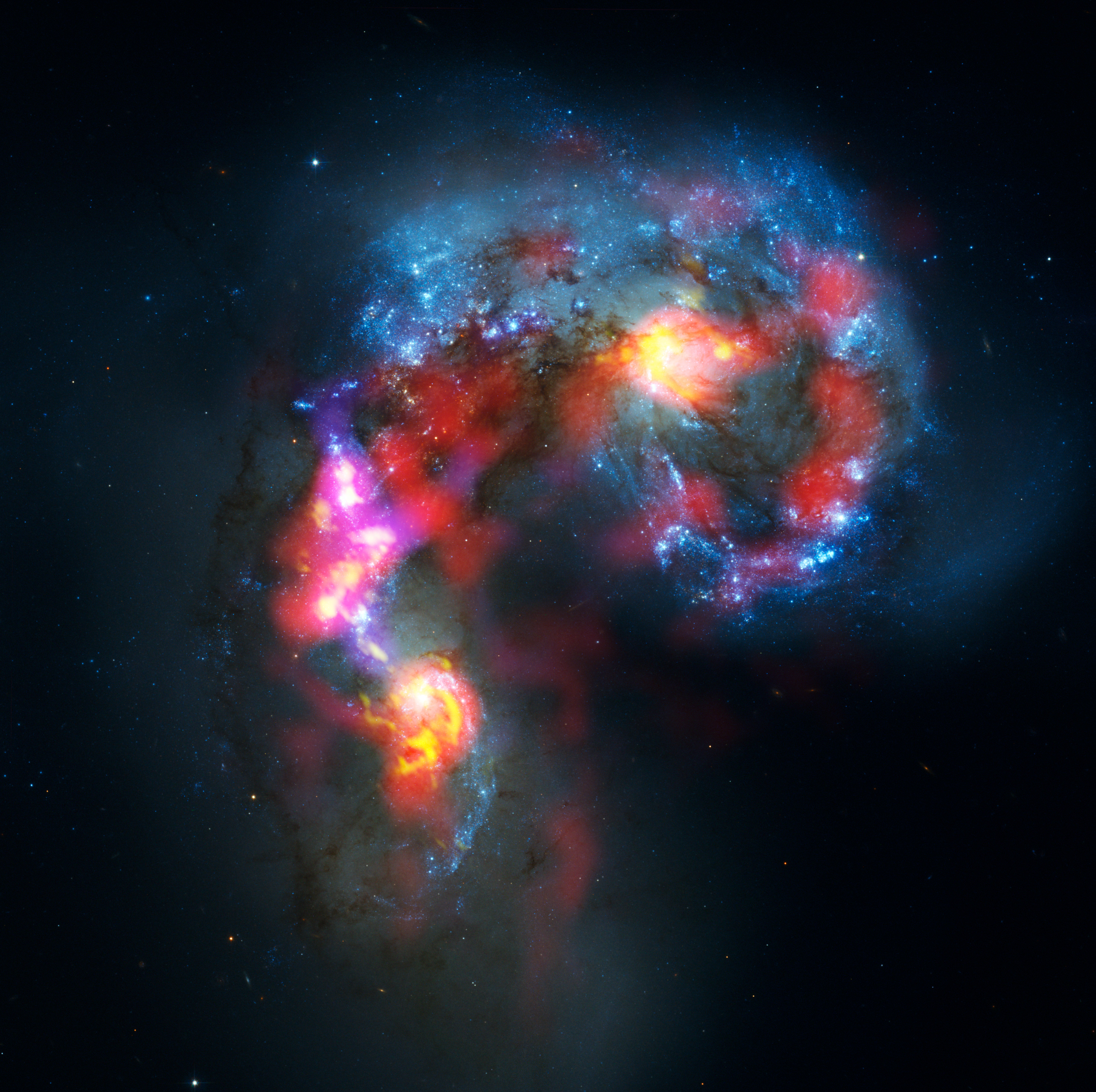
Композитное изображение на основе данных ALMA и телескопа Хаббл.